# Нанобашвілі Шалва Васильович
Шалва Васильович Нанобашвілі (28 липня 1947, село Мсхалґорі, тепер Лаґодехський муніципалітет, Кахетія, Грузія) — радянський діяч, сталевар Руставського металургійного заводу Грузинської РСР. Член ЦК КПРС у 1990—1991 роках.

## Життєпис
У 1965 році закінчив середню школу.
У 1966—1968 роках — підручний сталевара мартенівського цеху Руставського металургійного заводу Грузинської РСР.
З 1968 по 1970 рік служив у Радянській армії.
З 1971 року — сталевар Руставського металургійного заводу Грузинської РСР.
Член КПРС з 1980 року.
Подальша доля невідома.